# Wye (riu)
Wye o Afon Gwy és un corrent fluvial que recorre el sud-oest d'Anglaterra i l'est de Gal·les, fins a desembocar a l'estuari del Severn a la població gal·lesa de Chepstow. És el cinquè riu més llarg del Regne Unit.

## Història

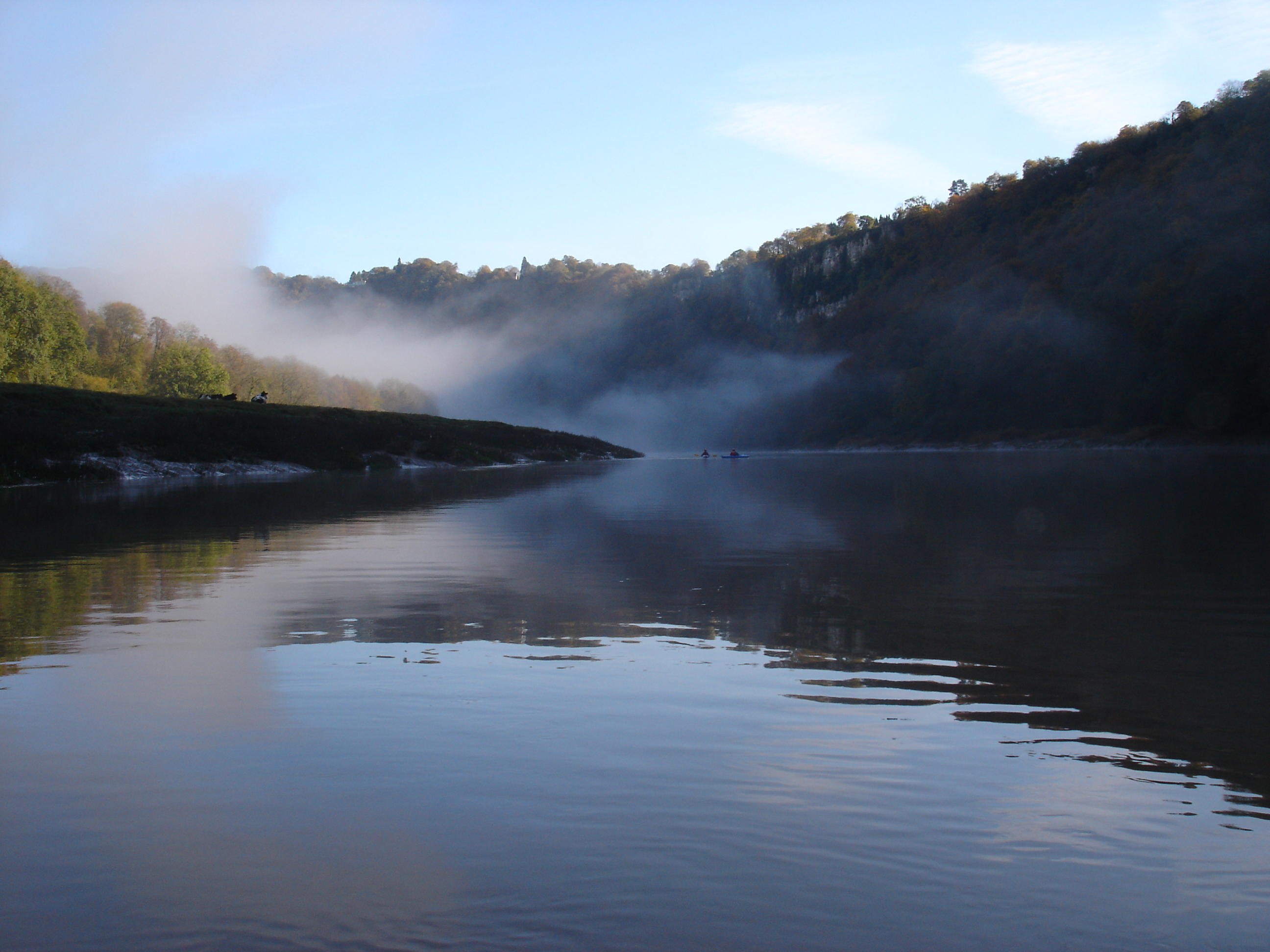
El riu entre Tintern i Chepstow.

Els romans van construir un pont de fusta i pedra sobre el riu on avui hi ha Chepstow. El Wye va ser navegable fins a Monmouth almenys fins a principis del segle xiv. Sir William Sandys va millorar la navegabilitat a la zona, permetent la navegació d'embarcacions a través de canals i rescloses fins a poca distància de Hereford cap a la dècada de 1660.